# Alois Müller (Hebraist)
Alois Müller (* 10. Dezember 1835 in Rabenstein an der Schnella, Böhmen; † 31. Mai 1901 in Graz) war Hebraist und Direktor der Universitätsbibliothek Graz.

## Leben
Alois Müller besuchte Gymnasien in Znaim und Wien, studierte kurz Theologie am Zisterzienserstift Heiligenkreuz und danach Philologie und Orientalistik in Wien, wo er 1860 promovierte. Im selben Jahr trat er in die Universitätsbibliothek Wien ein, später war er bis 1879 an der Universitätsbibliothek Olmütz beschäftigt. Von 1880 bis zu seiner Pensionierung 1895 war Müller Direktor der Universitätsbibliothek Graz. Von ihm stammen zahlreiche Veröffentlichungen zu hebraistischen Themen.
Alois Müller war der jüngere Bruder des bekannten Sprachwissenschaftlers Friedrich Müller (1834–1898).

## Werke (Auswahl)
- Pharisäer und Sadduzäer oder Judaismus und Mosaismus. Eine historisch-philosophische Untersuchung als Beitrag zur Religionsgeschichte Vorderasiens. Wien 1860
- Brauchen die Juden Christenblut? Ein offenes Wort an denkende Christen. Wien 1884
- Das alte Testament im Lichte der neuesten assyrisch-babylonischen Entdeckungen. Frankfurt am Main 1896